# Gardenia hillii
Gardenia hillii är en måreväxtart som beskrevs av John Horne och John Gilbert Baker. Gardenia hillii ingår i släktet Gardenia och familjen måreväxter. Inga underarter finns listade i Catalogue of Life.